# لين هي
لين هي (بالصينية: 何琳) هي أستاذة مساعدة في علم الأحياء التطوري والخلوي بجامعة كاليفورنيا في بيركلي، تعمل لين في قسم علم الأحياء الجزيئي والخلوي حيث تنشط في المختبر مع التركيز على تحديد ترميز الحمض النووي الريبوزي الذي قد يلعب دورا في التسرطن والتسبب في ولادة أورام جديدة لم تكن موجودة.

## الحياة والعمل
حصلت لين على البكالوريوس من جامعة تسينغ - هوا في بكين بالصين عام 1997 ثم نالت الدكتوراه من مدرسة طب جامعة ستانفورد في عام 2003 فعملت مع الأستاذ غريغوري س بارش.
عملت كباحثة ما بعد الدكتوراه في مختبر كولد سبيرنغ هاربور وذلك من عام 2003 إلى عام 2007 قبل أن تنضم إلى هيئة التدريس في جامعة كاليفورنيا في بيركلي عام 2008.
ركَّزت في أبحاثها على الدور والعامل الذي قد يغير ترميز الحمض الريبوزي النووي الميكروي الذي قد يلعب دورا في تطوير وحتى في صيانة الأورام. وقد وجدت أن الحمض الريبوزي-34 يلعب دورا أساسيا في منع الخلايا السرطانية من التضاعف في سرطانات الرئة وغيرها.
لها أبحاث حالية تُركز على فهم الآلية التي يقوم بها الحمض الريبوزي-34 في قمع الأورام، وقد لاحظت أن الحمض ينشط بشكل كبير في الخلايا اللمفية مما يشير إلى أن الحمض الريبوزي-17/92 قد يلعب دورا في الحد من السرطانات المحتملة، وسبق لمجلة نيتشر أن نشرت عشرات مقالاتها كما سبق لمجلة طبيعة علم الوراثة وساينس القيام بذلك.

## الجوائز
حصلت لين على زمالة ماك آرثر في عام 2009، كما حصلت في نفس العام على جائزة «تواس» (TWAS).